# Television City
Ne doit pas être confondu avec CBS Studio Center ou CBS Columbia Square.
Television City ou CBS Television City, est un studio de tournage destiné aux productions télévisuelles situé à Los Angeles. De nombreuses émissions et séries ont été et sont enregistrées dans ce studio. Le complexe a été acheté en 2018 par Hackman Capital Partners.
Il existe un autre studio de CBS à Los Angeles, CBS Studio Center, destiné lui au cinéma et à la télévision. Le studio CBS Columbia Square était lui destiné à la radio jusqu'en 2007 et aux premières émissions de télévision entre 1949 et 1952.

## Historique
En 1949, les premières productions télévisuelles de Columbia Broadcasting System se font à CBS Columbia Square, le studio de la radio locale californienne KNX-AM et KCBS-FM installée depuis 1938. Mais rapidement les 8 plateaux ne suffisent pas et la création d'un nouveau complexe est lancée. Le 16 novembre 1952, le complexe Television City est inauguré sur les lieux d'un ancien terrain de football et une piste de course nommée Gilmore Stadium construite sur un ancien champ de pétrole.
Le complexe comprend initialement quatre plateaux : les studios 31, 33, 41 et 43. Le studio 43 est équipé dès 1954 par des caméras couleurs de type RCA TK-40A qui grâce à des câbles peuvent se déplacer dans les 3 autres studios. En 1956, le Studio 41 est équipé avec des caméras RCA TK-41. Toutefois le nombre de productions en couleur reste faible et diminue même jusqu'en 1964 pour devenir un standard grâce au Norelco PC-60s utilisé pour Cinderella (1965) de Richard Rodgers et Oscar Hammerstein II
À la fin des années 1980, deux plateaux sont ajoutés lors d'une rénovation, les studios 36 et 46 ainsi que des bureaux et des bâtiments techniques pour le montage ou le stockage.
Dans les années 1990, deux studios supplémentaires 56 et 58, ont été aménagés dans ce qui était des lieux de répétitions du bâtiment d'origine.
CBS Television City est aussi utilisé comme studio d'effets visuels par CBS Digital, et comme siège du label de musique CBS Records. 
Le 10 décembre 2018, Television City est vendu pour 750 millions d'USD à la société immobilière Hackman Capital Partners en échange d'une location de 5 ans,.

## Productions
(décembre 2022).
Liste partielle des séries enregistrées dans ce studio
- The $10,000/25,000/100,000 Pyramid[5]
- All in the Family
- Amateur's Guide to Love
- American Idol
- America's Best Dance Crew
- America's Got Talent
- Archie Bunker's Place
- Art Linkletter's House Party
- Beat the Clock[6]
- Blackout[7]
- Amour, Gloire et Beauté
- Body Language[8]
- Bullseye
- Burns and Allen
- Can You Top This?[9]
- Capitol
- Card Sharks[10]
- The Carol Burnett Show
- Child's Play[11]
- Climax!
- Contraption
- Crosswits
- Dancing with the Stars
- Deal or No Deal
- Dennis Miller Live
- Dinah!
- Dirty Rotten Cheater
- Don Adams' Screen Test
- Don't Forget the Lyrics!
- Double Dare[12]
- The Ed Sullivan Show
- The Edsel Show
- Family Feud[13]
- Family Game Night
- Follow the Leader[14]
- The Game Game[15]
- Game Show in My Head
- Game Show Moments Gone Bananas
- Gambit[16]
- Gameshow Marathon
- The Gong Show[17]
- Good Times
- High Rollers
- The Hollywood Game
- Hollywood Squares
- Hollywood's Talking
- I've Got a Secret
- Insight
- The Jeffersons
- The Joker's Wild
- The Judy Garland Show
- Kids Say the Darndest Things
- The Larry Elder Show
- Late Show with David Letterman
- The Late Late Show with Craig Ferguson
- The Lawrence Welk Show 1977-79
- Live to Dance
- Mama's Family
- Match Game
- Matchmaker
- Maude
- Me and the Boys
- Meet Millie
- The Merv Griffin Show
- The Mike Douglas Show
- The Montel Williams Show
- Morris Cerullo Help Line
- My Friend Irma
- Now You See It
- One Day at a Time
- Osbournes: Reloaded
- Password
- The Pat Sajak Show
- Pet Star
- Pictionary
- Playboy After Dark
- Playhouse 90
- Politically Incorrect
- Press Your Luck
- The Price Is Right
- Real Time with Bill Maher
- The Red Skelton Show
- Rock Star: INXS/Supernova
- Rodeo Drive
- The Ropers
- Roseanne (série télévisée)Roseanne
- Rove LA
- Show Me the Money
- Skating with the Stars
- The Smothers Brothers Comedy Hour
- So You Think You Can Dance
- The Sonny & Cher Comedy Hour
- Spin-Off
- The Steve Harvey Show
- Stockard Channing in Just Friends
- Stump the Stars
- Survivor Finale and reunion shows
- Tattletales
- That's My Line (en)
- That's My Mama
- Three's Company
- Tic Tac Dough
- Tony Orlando and Dawn
- The Twilight Zone
- There's One in Every Family
- 3rd Degree
- The Tyra Banks Show
- Vibe
- Video Village
- Weakest Link (U.S. game show) 2002-2003
- Welcome Back, Kotter
- Wheel of Fortune[18]
- Whew!
- Win, Lose or Draw
- The X Factor
- Xuxa
- Les Feux de l'amour
- You Don't Know Jack